# Bašta (rybníkářství)

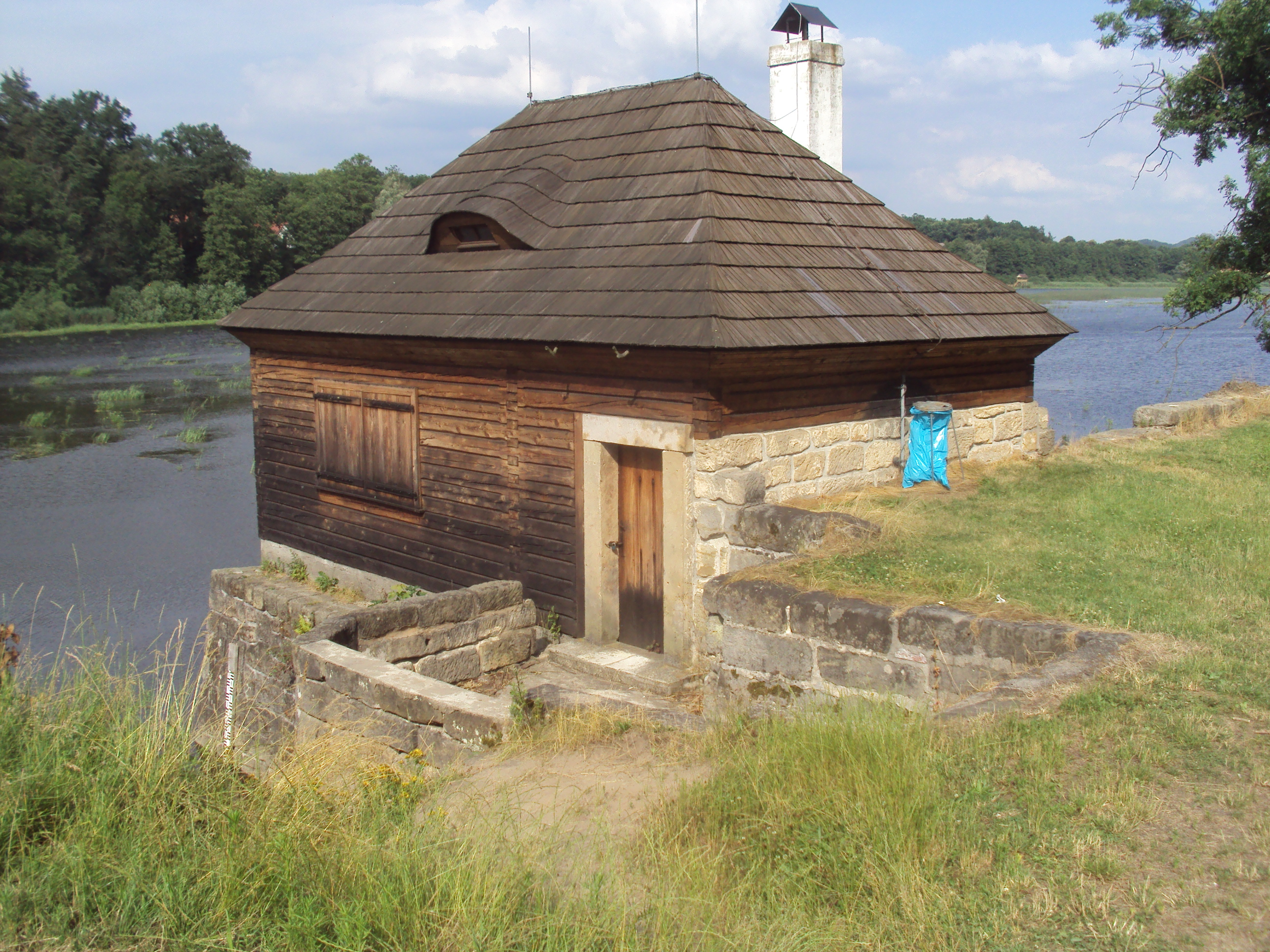
Roubená bašta u Novozámeckého rybníka

Bašta je rybníkářská stavba. Jedná se o domek na hrázi nebo blízko hráze rybníka, kde bydlí baštýř. Slovo bašta vzniklo z latinského bastia, což znamená věž, násep, val. Od slova bašta vzniklo slovo baštýř, nebo též bastyř či baštář, což je dodnes označení pro staršího rybáře lovce, který řídí výlov, stojí na loďce a pečuje o udržení řádného směru sháňky a zátahu. 
Bašty se stavěly v bezprostřední blízkosti rybníka již při jeho stavbě anebo těsně po dokončení. Byly to převážně dřevěné sruby, kde bydleli dělníci a po dostavbě rybníka hlídači. Sruby měly malá okénka na způsob střílen. Když později majitelé rybníků postavili ze srubů domky mimo rybník pro stálé hlídače, zůstalo se u pojmů bašta a baštýř.
Typickým příkladem je Rožmberská bašta u největšího českého rybníka Rožmberk. Vyznačuje se krásnou a zachovalou renezanční sgrafitovou výzdobou. Budova stojí u historických sádek pod hrází Rožmberka a je využívána pouze jako sklad. Správce rybníka – baštýř – dnes bydlí v nedalekém rodinném domě.